# Afromorgus inclusus
Afromorgus inclusus är en skalbaggsart som beskrevs av Walker 1858. Afromorgus inclusus ingår i släktet Afromorgus och familjen knotbaggar. Inga underarter finns listade i Catalogue of Life.